# Харківський національний економічний університет імені Семена Кузнеця

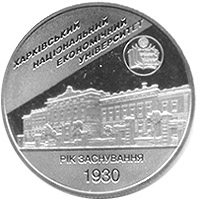
Ювілейна монета 2 гривни Національного банку України (2006 р.), випущена до 75-річчя ХНЕУ (на монеті зображена історична будівля Харківського комерційного училища Імператора Олександра III)

Харківський національний економічний університет імені Семена Кузнеця (ХНЕУ ім. С. Кузнеця) — заклад вищої освіти державної форми власності, розташований у м. Харкові, один з провідних університетів України економічного профілю. В університеті здійснюється підготовка студентів і наукові дослідження у широкому спектрі спеціальностей у напрямах економіки і менеджменту, IT, публічного адміністрування, журналістики, туризму, міжнародних відносин тощо. У ХНЕУ ім. С. Кузнеця впроваджені спільні магістерські програми подвійного диплому із університетами країн ЄС.
Університет був утворений восени 1930 року як Харківський інженерно-економічний інститут на базі промислового факультету Харківського інституту народного господарства та веде свою історію від Харківського комерційного училища (утворене 1893 року) та Харківського комерційного інституту (утворене 1912 року) і є найстарішим економічним університетом Сходу України. У 1994 році інститут був реорганізований у Харківський державний економічний університет, а 2004 року йому було присвоєно статус національного. У 2013 році йому було присвоєне ім'я Семена Кузнеця, який навчався у Харківському комерційному інституті (попередник університету). У Харківському інженерно-економічному інституті працював відомий український та радянський економіст Овсій Ліберман.
За час свого існування з 1930 року університет підготував понад 50 тисяч фахівців з близько 80 країн світу.

## Історія

### Передумови створення: 1893—1930рр.
Перші курси політичної економії у Харкові викладали на юридичному факультеті створеного у 1805 році Харківського університету. Перша спроба харківського купецтва створити окремий навчальний заклад економічного спрямування — комерційно-технологічне училище — була невдалою, оскільки була заблокованою Міністерством внутрішніх справ. Проте у 1888 році ініціативу створення у Харкові спеціального комерційного навчального закладу, яку висунув коммерції-радник М. В. Орлов, було підтримано Харківським купецьким товариством, місцевим самоврядуванням та Харківським губернатором. У 1890 році почалось зведення будівлі навчального закладу за проектом Олексія Бекетова. І у 1893 році було відкрито Харківське комерційне училище, якому у 1894 році училищу було надане ім'я Імператора Олександра III. Училище складалось з 8 класів. Учням, які успішно завершували навчання, надавалося звання особистого почесного громадянина Харкова, а кращі випускники ставали кандидатами комерції.
Створити у Харкові вищий навчальний заклад економічного напрямку запропонував професор Микола Палієнко, якого підтримали місцеве купецтво та промисловці. У 1912 році Харківським купецьким товариством були відкрило вечірні Вищі комерційні курси, які до 1916 року розташовувались у будівлі Харківського комерційного училища. У 1916 році курси отримали назву Харківського комерційного інституту та нову власну будівлю. У 1918—1921 роках у Харківському комерційному інституті навчався майбутній лауреат Нобелівської премії з економіки Саймон Кузнець.
Після третього зайняття Харкова радянськими військами у листопаді 1919 року відбуваються зміни в організації освіти. У 1920 році комерційний інститут було реорганізовано у Харківський інститут народного господарства, який у 1920—1930 році був одним з провідних економічних вишів УРСР. Структура інституту постійно змінювалась і станом на 1930 рік існувало 5 факультетів (промисловий, фінансово-банківський, торгівельний, статистичний та правовий). В ході реформи вищої освіти 1930 року інститут народного господарства, подібно до інших великих вищих навчальних закладів, був розділений на галузеві інститути з вузьким профілем навчання. Восени 1930 року Харківський інститут народного господарства був реорганізований і 23 вересня 1930 року Вищою радою народного господарства СРСР на базі найбільш популярного на той час промислового факультету інституту народного господарства було створено Харківський інженерно-економічний інститут.

### Харківський інженерно-економічний інститут: 1930—1994рр.
Датою створення Харківського інженерно-економічного інституту вважається 1 жовтня 1930 року, коли було підписано Наказ № 1 по навчальному закладу. Інститут став готувати інженерів-економістів широкого профілю для галузей важкої промисловості України та СРСР: гірничої, металургійної, хімічної і коксохімічної, машинобудівної. У довоєнний час інститут переживав період становлення, а тому постійно змінювалась організаційна структура освітнього закладу. Також у цей час було створено низку лабораторій, які через брак приміщень розташовувалися у лекційних аудиторіях. Інженерно-економічний інститут, який отримав скорочену назву «інжек», розташовувався у частині будівлі колишнього Харківського інституту народного господарства. У 1932 році було ухвалено рішення про будівництво власного приміщення інституту на Шатилівці, будівництво якого завершено у 1938 року. У 1935 році в інституті відкрилась аспірантура. Найбільші наукові дослідження проводилися у сфері організації гірничої промисловості та планування виробництва під керівництвом Д. С. Ростовцева та Овсія Лібермана.
У роки Другої світової війни інститут припинив свою роботу: частина викладачів та студентів добровільно або за мобілізацією пішли до армії, частина працювала у тилу, але більшість співробітників залишалась в окупованому Харкові. Вже 23 серпня 1943 року, у день звільнення міста від німецьких військ, було видано наказ про відновлення роботи інституту: відбулась реєстрація співробітників та студентів, які були у Харкові, облік вцілілого майна. Вже 12 грудня 1943 року було відновлено навчання в інституті в одному з корпусів інституту по вул. Юмовській, 12. Але головний корпус та бібліотека на Шатилівці, лабораторії на вул. Пушкінській (нині Григорія Сковороди) були розграбовані, а загальні збитки склали понад 1,17 млн рублів. Проводилась робота з відновлення приміщень та матеріально-технічної бази, поступово зростала кількість студентів, викладачів та співробітників інституту. Навесні 1944 року відновила роботу Вчена рада інституту, а у 1945—1946 роках було відбудовано головний корпус. Загалом же основні проблеми в роботі інституту, пов'язані з поновленням його діяльності та післявоєнною відбудовою, були вирішені до осені 1948 року.
Наприкінці 1940-х — на початку 1960-х років в інституті швидко збільшується кількість студентів, а до викладацької роботи запрошують фахівців-практиків з дослідних інститутів та підприємств Харкова. Крім того, восени 1948 року в інженерно-економічному інституту почали навчатись громадяни з дружніх для СРСР соціалістичних країн. Інститут будує ще один навчальний корпус та гуртожиток, створюється низка лабораторій, але достатньої кількості приміщень не вистачало, а проект масштабної перебудови інституту реалізовано не було.. Головними напрямами наукових досліджень у цей період були проблеми зниження собівартості продукції та оптимізації виробничих процесів, планування діяльності та організації виробництва. Найбільш плідно інститут співпрацював із харківськими заводами «Серп і Молот», «Світло Шахтаря», ХЕМЗ, заводом імені В. О. Малишева, ХТЗ, велосипедним, а також заводами «Запоріжсталь», «Азовсталь», Алчевським, Макіївським, Єнакіївським металургійними заводами, шахтами Донбасу тощо. Виконувались наукові дослідження для Харківського, Донецького та Ворошиловградського раднаргоспів. У 1950-ті — на початку 1960-х років ученими інституту під керівництвом професора Овсія Лібермана була проведена велика дослідницька робота, результати якої були сформульовані у пропозиції, що лягли в основу економічної реформи 1965 року в СРСР. Активно залучались до наукової роботи студенти, чому сприяло створення в інституті у 1948 році студентського наукового товариства.
З середини 1950-х років в освітньому процесі впроваджуються методи математичного аналізу виробничого процесу, і у 1960 році в інженерно-економічному інституті було створено обчислювальний центр та починають готувати фахівців-економістів з автоматизованих систем управління виробництвом, а у 1964 році було створено окремий факультет Організації механізованої обробки економічної інформації і до кінця 1960-х років підготовка фахівців із володінням електронними обчислювальними машинами почалась на всі факультетах. Загалом, 1960-ті роки позначились великими змінами в організаційній структурі інституту та великим змінами у навчальних програмах, створенням факультету підвищення кваліфікації керівників промислових підприємств. У 1960-ті — 1970-ті роки тривала реконструкція навчальних корпусів інституту, але він як і раніше не мав достатньої кількості приміщень для аудиторій, лабораторій, бібліотеки тощо, через що навчальний процес відбувався у 3 зміни Лише у 1980-ті було вирішено проблему поселення студентів з інших місць та частково — браку необхідних приміщень та створюються дисплейні класи, комп'ютеризовується освітній процес, з'являється в інституті промислова робототехніка. Інженерно-економічний інститут у 1970—1980-ті встановлює співпрацю з навчальними закладами з Польщі, Чехословаччини, Німецькою Демократичною Республікою, Болгарією, Югославією, Великою Британією, В'єтнамом, Кубою, Народною Республікою Конго, Алжиру, Афганістану, Нігерії, країнами-учасницями Ради економічної взаємодопомоги тощо. Водночас, науковцями інституту проводяться спільні дослідження з науково-дослідними установами загальносоюзного та українського значення, підрозділів АН СРСР та АН УРСР, промисловими підприємствами, а провідними були дослідження у сфері організації та планування виробництва із застосуванням математичних методів.
З початком «перебудови» відбуваються зміни також і в інженерно-економічному інституті: у 1988 році було створено спеціальний факультет, який першим в Україні почав підготовку фахівців для зовнішньоекономічної діяльності, а також реорганізовано систему підвищення кваліфікації управлінців виробництвом. Зазначає змін освітній процес: комплексно переробляються навчальні програми з урахуванням особливостей ринкової економіки, вводяться численні нові дисципліни, також відбуваються суттєві зміни в організаційній структурі інституту: замість факультетів і кафедр промислового спрямування створюються підрозділи для підготовки фахівців широкого профілю в сферах маркетингу, менеджменту, зовнішньоекономічної діяльності, фінансів тощо. А у 1994 році інституту був наданий IV рівень акредитації закладів вищої освіти і 20 квітня 1994 року його було перетворено на Харківський державний економічний університет.

### Економічний університет: з 1994 року
Після перетворення на економічний університет в умовах скорочення державного замовлення на підготовку фахівців та фактичної відсутності іноземних студентів головним напрямком в діяльності університету у 1990-х роках стає наука. Науковці університету брали участь у розробці концепції приватизації в Україні, зокрема, в низці окремих галузей національної економіки, антимонопольного регулювання, а також напрацьовувались пропозиції щодо шляхів виходу з економічної кризи в Україні початку 1990-х років.
У 2000 році в економічному університеті було розпочато здійснення програми розвитку, яка охопила основні сфери діяльності закладу задля розширення напрямків навчання, розвиток наукових шкіл, інтеграція університету у світовий і європейський освітній і науковий простори, а головною місією університету стала підготовка економічної еліти України. Перетворення були пов'язані із новим ректором, яким став Володимир Пономаренко.. У 2001 році було добудовано лекційний корпус, який до цього 11 років стояв довгобудом, пізніше навчальні корпуси були з'єднані переходами. Бібліотека у 2003 році отримала цілий науково-бібліотечний корпус, який був викуплений у одного з харківських бізнесменів. Відкриття корпусу та оновленої бібліотеки відбулось у грудні 2005 року. Було придбано фізкультурно-оздоровчий комплекс. Проводився капітальний ремонт наявних гуртожитків, було додатково взято на баланс 3 будівлі, які були уведені в експлуатацію для проживання студентів з інших міст протягом 2000-х років.
Було збільшено кількість спеціальностей, по яких провадиться навчання. Введені сумісні зі світовим стандарти освіти, засновані на болонських принципах та т. зв. компетентнісному підході. Збільшена академічна мобільність студентів, розширена кількість навчальних курсів, що вивчаються за вибором. Були введені письмові шифровані іспити і статистичний моніторинг оцінювання. Поліпшено взаємодію з працедавцями. Низку заходів було спрямовано на стимулювання розвитку науково-дослідної діяльності.
У 2000—2010 рр. були введені в дію 2 нових навчальних корпуси, реконструйовані студентські гуртожитки, в 2011 р. розпочато реконструкцію головного корпусу. Проведено інформатизацію університету. Створені сучасні видавничий комплекс і наукова бібліотека.
21 серпня 2004 року університету було надано статус національного.
У 2007 році університет нагороджено Орденом Дружби Соціалістичної Республіки В'єтнам.
14 жовтня 2013 р. Харківському національному економічному університету надали ім'я нобелівського лауреата Семена Кузнеця.

## Ректори
| Ректори                                           |   |                 |
| к.е.н., професор Сіроштан Микола Антонович        | – | 1994 – 2000 рр. |
| д.е.н., професор Пономаренко Володимир Степанович | – | з 2000 року     |

## Освіта

### Факультети та центри
В університеті працює 7 факультетів та 32 кафедри
- Економіки і права
- Інформаційних технологій
- Менеджменту і маркетингу
- Міжнародних відносин і журналістики
- Міжнародної економіки і підприємництва
- Фінансів і обліку
- Підготовки іноземних громадян

Також в університеті працює відділ заочної, дистанційної та післядипломної освіти, на який покладено функції забезпечення заочної та дистанційної освіти в університеті, а також підготовку програм з підвищення кваліфікації фахівців підприємств, організацій або установ. Відділ має також навчально-консультаційні центри у Кропивницькому, Херсоні, Бахмуті, Енергодарі, Кам'янець-Подільському, Маріуполі та Охтирці.
Окремо в університеті функціонує Центр перепідготовки військовослужбовців, що проводить безкоштовне навчання в галузі IT військовослужбовців, які були поранені під час Антитерористичної операції, за напрямами тестування і розробки програмного забезпечення, вебтехнологій та дизайну. Програма центру розроблена спільно з провідними IT-компаніями Харкова та Майкрософт Україна.
Також працює Інформаційно-обчислювальний центр, до складу якого також входить 24 комп'ютерні класи.

### Адміністрація та управління
Спершу керівником тодішнього Харківського інженерно-економічного інституту був директор, але наприкінці 1950-х років була запроваджена посада ректора. З липня 2000 року ректором університету є Володимир Пономаренко.
Колегіальним органом управління університету є Вчена рада, до складу якої входить 68 осіб. До її компетенції, зокрема, належать питання організації навчального процесу, визначення основних наукових напрямів університету, обрання деканів та завідувачів кафедр, подання пропозицій щодо призначення проректорів та керівників низки підрозділів університету.
Також існує Наглядова рада університету, яка затверджує стратегію розвитку університету, поводить оцінку роботи керівництва та університету в цілому або за окремими напрямками, а також здійснює громадський нагляд за діяльністю закладу вищої освіти. До складу Наглядової ради, який було затверджено Міністерством освіти і науки України, з грудня 2012 року входять Володимир Золотарьов (голова), Володимир Качук, Микола Кизим, Саркіс Симов'ян, та Віктор Рудика.

### Програми і курси
Навчання в університеті ведеться за 19 спеціальностями та 36 освітніми бакалаврськими і магістерськими програмами, зокрема, з педагогіки, менеджменту соціокультурної діяльності, журналістики, обліку і оподаткування, фінансів, банківська справа та страхування, менеджменту, маркетингу, підприємництва, торгівлі та біржової діяльності, права, інженерії програмного забезпечення, комп'ютерних наук, системного аналізу, кібербезпеки, інформаційних систем та технологій, видавництва та поліграфії, соціального забезпечення, туризму, публічного управління та адміністрування, міжнародних відносин, суспільних комунікацій та регіональних студій та міжнародних економічних відносин.
З окремих освітніх програм з комп'ютерних наук та менеджменту в університеті проводиться навчання англійською мовою.
Також, діють аспірантура і докторантура, спеціальні раді із захисту кандидатських і докторських дисертацій.

### Персональні навчальні системи
Портал системи електронного дистанційного навчання ХНЕУ забезпечує найкращий доступ до навчальних ресурсів і комунікацію між викладачами і студентами в ході навчання. Університетський стандарт для дистанційного навчання за допомогою мережі Інтернет розроблений на основі середовища Moodle (2009р.). Студентам доступні більше 550 електронних навчальних курсів (2010р.). ХНЕУ також є розробником систем дистанційного навчання для шкіл Харкова.

### Бібліотека
Бібліотека ХНЕУ розміщується в реконструйованому науково-бібліотечному корпусі з 3-го до 7-го поверху (2005р.). Діє автоматизована система каталогізації літератури, в читальних залах встановлені комп'ютери з доступом до мережі Інтернет і спеціальним базам даних. До послуг читачів відкрито 6 читальних зал, 9 книгосховищ, 7 абонементів наукової та навчальної літератури. З 2009р. читачам відкритий доступ до повнотекстових електронних документів.
У бібліотеці діють Центр інноваційних знань Світового банку та Інформаційний центр Європейського Союзу. За допомогою Центрів читачі можуть діставати доступ до інформаційних і аналітичних ресурсів цих організацій.

З 2006 року почав роботу сайт бібліотеки, на якому можна ознайомитися із структурою бібліотеки, режимом роботи; розташуванням читальних залів і абонементів; зробити пошук літератури в електронному каталозі, а при необхідності — замовити літературу на свій абонемент; ознайомитися з новими надходженнями в бібліотеку; переглянути свою електронну картку; поставити питання черговому бібліографу; ознайомитися з літературою інформаційних центрів та переглянути віртуальні виставки. Через сайт бібліотеки можна вийти на бази даних повнотекстових документів у відкритому доступі. Інформація є актуальною і постійно поновлюється відповідно до змін. 

### Видавництво
Видавництво ХНЕУ діє з 2001 р. та оснащене сучасним устаткуванням, яке здійснює повний цикл видання від редагування до друку. ХНЕУ співпрацює з Видавничим домом «ІНЖЕК», що також представляє повний цикл видавничих послуг.
У ХНЕУ видаються Науковий журнал «Економіка розвитку» (ISBN 1683—1942) та збірник наукових праць «Управління розвитком». У «УР» публікуються матеріали конференцій та студентські наукові статті. ХНЕУ спільно з Науково-дослідним центром індустріальних проблем розвитку є співзасновником журналу «Бізнес-інформ».
Щорічний обсяг літератури, що видається як у друкованому, так і в електронному вигляді, складає близько 4 тис. обліково-видавничих аркушів. Це свідчить про те, що діяльність видавництва підпорядкована концепції розвитку університету та спрямована на використання програм підвищення якості підготовки фахівців найвищого класу. Протягом навчання у ХНЕУ ім. С. Кузнеця під керівництвом провідних учених студенти мають можливість працювати і створювати свої особисті наукові дослідження, що публікуються в електронному журналі «Молодіжний економічний вісник ХНЕУ ім. С. Кузнеця», який засновано в січні 2015 року. Таким чином, у видавництві ХНЕУ ім. С. Кузнеця приймається близько 2,5 тис. студентських статей на рік. 

### Міжнародне партнерство
ХНЕУ — учасник Magna Charta Universitatum (2004р.), Association of Economic Universities of South and Eastern Europe and the Black Sea Region (2008р.), Agence universitaire de la Francophonie (2009р.), European University Association (2009р.).
Договори про співпрацю і партнерські зв'язки укладені більш ніж з 40 університетами ЄС, Росії і країн СНД, США і Канади, країн Східної Азії (2010р.).
Міжнародні програми ступеню бакалавра:
- Університет прикладних наук Верхньої Австрії[de] (Штайр, Німеччина):
  - «Менеджмент»,
  - «Маркетинг та глобальні продажі».
- Політехнічний інститут Браганса (Португалія):
  - «Міжнародний бізнес», дипломи за спеціальностями «Міжнародні економічні відносини»/«Управління міжнародним бізнесом»

| Країна     | Навчальний заклад                                                  | Назва програми                                              | Спеціальність у дипломі                                    | Спеціальність у дипломі                                              | Мова навчання                                     | Посилання                  |
| Країна     | Навчальний заклад                                                  | Назва програми                                              | від ХНЕУ                                                   | від партнера                                                         | Мова навчання                                     | Посилання                  |
| Франція    | Університет Люм'єр Ліон 2                                          | Бізнес-інформатика                                          | Інформаційні системи та технології                         | фр. Informatique décisionnelle et statistique pour le management     | українська чи російська, французька               | Офіційний сайт             |
| Франція    | Університет Люм'єр Ліон 2                                          | Туризм. Культурна спадщина. Дозвілля                        | Туризм                                                     | фр. Tourisme. Loisirs. Patrimoine                                    | українська чи російська, французька               | Офіційний сайт             |
| Франція    | Університет Монпельє-2                                             | Створення нових інноваційних підприємств                    | Створення нових інноваційних підприємств                   | фр. Création des entreprises innovationnelles                        | українська чи російська, французька               | Сторінка на сайті ХНЕУ     |
| Литва      | Університет Миколаса Ромеріса                                      | Публічне адміністрування                                    | Публічне адміністрування                                   | англ. Public Governance in the context of European Integration       | англійська                                        | Сторінка на сайті ХНЕУ     |
| Словаччина | Вища школа менеджменту та публічного адмініструванняу в Братиславі | Бізнес-аналітика та інформаційні системи у підприємництві   | Комп'ютерні науки                                          | англ. Business Analytics and Information Systems in Entrepreneurship | українська, англійська і словацька                | Офіційний сайт             |
| Польща     | Вища школа менеджменту охорони праці в Катовицях                   | «Два дипломи» 2D                                            | Менеджмент                                                 | англ. Project management                                             | польська або англійська                           | Офіційний сайт             |
| Польща     | Суспільна Академія наук                                            | Управління людськими ресурсами / Human resources management | Управління персоналом та економіка праці (051 «Економіка») | англ. Human resources                                                | польська чи англійська, і українська чи російська | Сторінка на сайті ХНЕУ     |
| Польща     | Університет Миколая Коперника                                      | Івент менеджмент                                            | Івент менеджмент                                           | В очікуванні                                                         | В очікуванні                                      | Сторінка на сайті ХНЕУ PDF |

### Рейтинг
| Рейтинг          | 2018 | 2017 | 2016 | 2011 | 2010 | 2009 | 2008 | 2007 |
| ---------------- | ---- | ---- | ---- | ---- | ---- | ---- | ---- | ---- |
| ТОП- 200 Україна | 52   | 51   | 48   | 45   | 45   | 46   | 49   |      |
| «Коментар»       |      |      |      | 18   |      |      |      |      |
| «Гроші»          |      |      |      | 6    | 9    |      |      |      |

## Наука

### Дослідницькі лабораторії
У ХНЕУ діють три дослідницькі лабораторії:
- Науково-дослідна лабораторія соціально-економічних проблем суспільства
- Лабораторія рівня креативності інтелекту
- Науково-практична лабораторія формування компетенцій фахівців в бізнес-освіті

Також, Навчальний центр інноваційної підготовки фахівців і Центр освітніх інноваційних технологій.
Університет тісно співробітничає з Науково-дослідним центром індустріальних проблем розвитку НАН України.

### Стратегії розвитку Харківської області
Учені ХНЕУ задіяні у великих дослідницьких проектах зі створення перспективних стратегій розвитку Харківської області.
У 2001—2003р. за дорученням голови Харківської облдержадміністрації Є.П.Кушнарьова колективом з учених університету, практиків, економістів Харкова на базі Науково-дослідної лабораторії соціально-економічних проблем суспільства було розроблено Стратегію соціально-економічного розвитку Харківської області до 2010р. У 2003р. Стратегія була представлена Харківській обласній раді і науковій громадськості.
В основу Стратегії було покладено ієрархію цілей: ефективність використання природно-ресурсного потенціалу → економічний розвиток регіону → якість життя населення. Були складені та вивчені варіанти розвитку, проводилося економіко-математичне моделювання на основі великого промислового регіону, яким є Харківська область. Об'єктами управління стали енерговиробничі цикли (ЕВЦ), кластери галузей і виробництв, точки зростання. Використовувався сучасний науковий інструментарій: таксономічний метод інтеграції, ітеративний метод кластерного аналізу k-середніх, SWOT-аналіз. Для моделювання варіантів розвитку регіону — модифікована динамічна модель Леонтьєва.
Найбільш ефективною, відповідно до висновків дослідження, було визнано інвестиційну модель розвитку індустріально-аграрного ЕВЦ. Стратегія містила комплекс конкретних рекомендацій зі стимулювання пріоритетних галузей і секторів господарства області, реструктуризації підприємств, створення фінансово-промислових об'єднань.
У 2008р. була розроблена Стратегія розвитку Харківської області до 2015р.
У 2010р. спільним колективом представників міської влади, практиків, учених ХНЕУ і НДЦ ІПР НАНУ було створено науково-практичну доповідь «Засади стійкого розвитку Харківської області до 2020р.»..
В дослідженнях знову було використано міждисциплінарний підхід. У комплексі розглядалися соціальні, екологічні, економічні чинники стану суспільства. У основу доповіді була покладена концепція стійкого розвитку, запропонована на конференції ООН в 1992р. Широко використовувався метод виділення і аналізу господарських кластерів. Були визначені порогові індикатори стійкості розвитку регіону. Найвідповіднішим поставленим цілям було визнано «комбінований інноваційний сценарій розвитку аграрно-переробного комплексу і машинобудування».
Доповідь була покладена в основу Стратегії стійкого розвитку Харківської області до 2020р., а 23 грудня 2010р. ухвалена Обласною радою.

### Форуми
На базі університету проводяться форуми регіонального і національного значення з міжнародною участю. Міжнародні науково-практичні конференції з проблеми розробки програми соціально-економічного розвитку Харківської області (2001, 2004, 2010рр.), Міжнародна конференція з питань регіонального і місцевого економічного розвитку (2001р.), Україно-російський інвестиційний форум (2003р.), Міжнародний економічний форум «Регіональна співдружність» (2003р.), Екологічний форум (2004, 2006рр.), Міжнародний туристичний форум «Харків: партнерство в туризмі» (2010 р.) та ін.

## Студентство

### Молодіжна організація
Молодіжна організація створена в 1999р. Молодіжна організація – це орган студентського самоврядування, котрий дає змогу студентам бути причасним до життя університету та привносити свій вклад до розвитку сучасної системи освіти.
Учасник регіональних і всеукраїнських акцій (Всеукраїнської школи молодих лідерів, Всеукраїнського фестивалю «Студентська республіка», студентський мер Харкова — номінації 2004, 2005рр.). Співзасновник Харківської спілки студентської молоді. Регіональний координатор Всеукраїнської студентської ради в Харкові; керівники секретаріату ВСР при МОНУ — студенти ХНЕУ ім. С. Кузнеця Володимир Шемаєв (2006—2007рр.), Наталія Якуніна (2008—2010рр.). Партнер Фонду народонаселення ООН.

### Фестивалі
Молодіжний центр створений в 2000 р. Відіграє роль платформи, що забезпечує можливості для розвитку художньої творчості студентів. У університеті діє вокальна, театральна студія, гуртки сучасного танцю. Близько 30 студентських художніх колективів різних жанрів і напрямів: естрадний, сучасний і бальний танець, вокал, r'n'b, фольклор, КВН, естрадна мініатюра й інші.
Відомість отримали танцювальні колективи «Джой», «Свій стиль», вокальний колектив «Нові люди», вокально-інструментальний «Роксолана». Традиційні фестивалі «Дебют», «Студентська весна», Міс і Містер-ХНЕУ, Клуб веселих і кмітливих (КВН)

### Туристичний клуб «Інжек»
Створений в 2007 р. для організації відпочинку студентів і співробітників.

### Фан-клуб «Інжек-металіст»
Фан-клуб «Инжек-металіст» розпочав діяльність в лютому 2010 р. як спільний проект «Один назустріч одному» ХНЕУ і харківського футбольного клубу «Металіст». Однією з цілей ініціативи є залучення ініціативних студентів до харківських акцій футбольного чемпіонату «Євро-2012».

### Спорт
Заняття спортом в ХНЕУ провадяться за секційною системою. Діють секції-мініклуби волейболу, міні-футболу, спортивної аеробіки, фітнесу, колонетика, тенісу, самбо, дзюдо, кендо, тхеквондо, карате, бадмінтону, шашок і шахів.
Щорічно проводиться спартакіада за 10 видами спорту і змагання з міні-футболу на Кубок ректора. У регіоні відомі збірні ХНЕУ по міні-футболу, настільному тенісу, волейболу.

## Відомі випускники
| Українська РСР | Кірш Олександр Вікторович     | 1977 — 1982 | публіцист, економіст                              |
| Українська РСР | Кулаков Микола Костянтинович  | 1929 — 1936 | інженер-конструктор                               |
| США            | Саймон Кузнець                | 1918 — 1921 | економіст, Нобелівський лауреат                   |
| СРСР           | Ліберман Овсій Григорович     | 1930 — 1935 | економіст                                         |
| СРСР           | Малік Яків Олександрович      | ? — 1930    | дипломат                                          |
| Українська РСР | Москаленко Володимир Петрович | 1953 — 1958 | економіст, менеджер                               |
| СРСР           | Румянцев Олексій Матвійович   | ? — 1926    | політик, соціолог                                 |
| Українська РСР | Серіков Сергій Олександрович  | 1930 — 1934 | топ-менеджер                                      |
| Українська РСР | Чечетов Михайло Васильович    | 1972 — 1979 | політик                                           |
| Україна        | Шевченко Кирило Євгенович     | 1989 — 1994 | 12-й Голова правління Національного банку України |
| Українська РСР | Шелест Петро Юхимович         | 1929 — 1932 | політик                                           |
| Українська РСР | Ямпольський Стефан Михайлович | ? — 1932    | економіст                                         |